# Ковалёв, Николай Максимович
Николай Максимович Ковалёв — советский хозяйственный, государственный и политический деятель, Герой Социалистического Труда.

## Биография
Родился в 1924 году в деревне Суходоловка. Член КПСС.
Участник Великой Отечественной войны, тракторист 155-го пушечного артиллерийского полка. С 1947 года — на хозяйственной, общественной и политической работе. В 1947—1984 гг. — бригадир тракторной бригады Дьяконовской машинно-тракторной станции, бригадир тракторной бригады колхоза «Россия» Октябрьского района Курской области.
Указом Президиума Верховного Совета СССР от 11 декабря 1973 года присвоено звание Героя Социалистического Труда с вручением ордена Ленина и золотой медали «Серп и Молот».
Умер в Суходоловке 9 декабря 1993 года.